# 화리칸역
화리칸역(중국어: 花梨坎站)은 베이징 지하철 15호선의 역으로 베이징 순이구 공항가도 징미로와 톈웨이 2가 교차로에 위치하고 있다.

## 위치
화리칸역은 징미로(G101, G111)와 톈웨이 2가(天纬二街)가 만나는 지점의 북쪽에 위치하며 남북 방향으로 배치되었다.

## 역 구조
섬식 승강장 설계의 고가역이다. 역내의 주요 색상은 주색이다. 역 밖에는 45,000 ㎡의 버스정류장과 2,000 ㎡의 P+R 주차장이 설치될 예정이었으나, 전자는 건설되지 않았다.
| 2층 승강장 | ←                               | ■ 15호선 칭화둥루시커우 방면 (궈잔) |
| 2층 승강장 | 섬식 승강장, 왼쪽 출입문이 열림 |                                     |
| 2층 승강장 | →                               | ■ 15호선 펑보 방면 (허우사위)       |
| 지면       | 대합실                          | 보안검색대, 자동매표기, 고객센터    |

## 출구
|                     |                |      |             |  |
| 출구번호            | 지시           | 사진 | 무장애 시설 |  |
| 出口 · A            | 징미로(京密路) |      |             |  |
| 出口 · B            | 징미로(京密路) |      |             |  |
| 出口 · C            | 징미로(京密路) |      |             |  |
| 出口 · D            | 징미로(京密路) |      |             |  |
| 아이콘 설명: 경사로 |                |      |             |  |

## 같이 보기
- 베이징 지하철 15호선
- 순이구
- 징미로